# Festetics Vilmos
Tolnai gróf Festetics Vilmos (Bécs, 1848. november 19. – Toponár, 1931. április 28.) főnemes, földbirtokos.

## Élete
Festetics Dénes és Zichy Karolina második gyermeke. A pozsonyi jogakadémián végzett. Tanulmányait befejezve 3 éven keresztül a Földművelésügyi Minisztériumban dolgozott, később birtokain gazdálkodott. Gázlón ügetőlóistállót, Toponáron Európa-szerte híres simmenthali tehenészetet hozott létre. 1918-ig a főrendiház, 1927-től haláláig a felsőház tagja.

## Családja
1919-ben feleségül vette Elizabeth Arneborg-ot, de gyermekük nem született.